# Décès en juillet 2025
Décès
- 2021
- 2022
- 2023
- 2024
- 2025
- 2026
- 2027
- 2028
- 2029

Pour une information complémentaire, voir la page d'aide.

| Date              | Nom                                 | Activités                                                                                                | Âge | Source           |
| ----------------- | ----------------------------------- | --- | --- | ---------------- |
| 31 juillet        | Adriana Asti                        | Actrice italienne.                                                                                       | 94  | (it)             |
| 31 juillet        | Léandre Bergeron                    | Dramaturge, historien et linguiste canadien.                                                             | 91  |                  |
| 31 juillet        | Geneviève Brunet                    | Actrice française.                                                                                       | 95  |                  |
| 31 juillet        | Flaco Jimenez                       | Chanteur, accordéoniste américain.                                                                       | 86  | (en)             |
| 31 juillet        | Guilherme Villela                   | Personnalité politique brésilienne.                                                                      | 90  | (pt)             |
| 31 juillet        | Bob Wilson                          | Metteur en scène, dramaturge de théâtre expérimental et plasticien américain.                            | 83  |                  |
| 31 juillet        | Marlena Zagoni                      | Rameuse roumaine, médaillée de bronze aux Jeux olympiques d'été de 1980.                                 | 74  | (ro)             |
| 30 juillet        | David Argue                         | Acteur australien.                                                                                       | 65  | (en)             |
| 30 juillet        | René-Marc Guedj                     | Humoriste, metteur en scène, auteur et formateur français.                                               | 62  | date=2025-07-24] |
| 30 juillet        | Marianne Jahn                       | Skieuse alpine autrichienne.                                                                             | 82  | (de)             |
| 29 juillet        | Alon Abutbul                        | Chanteur israélien.                                                                                      | 60  | (en)             |
| 29 juillet        | Allan Ahlberg                       | Auteur et illustrateur britannique de littérature d'enfance et de jeunesse.                              | 87  | (en)             |
| 29 juillet        | Lena Cronqvist                      | Peintre, graphiste et sculptrice suédoise.                                                               | 86  | (sv)             |
| 29 juillet        | Paul Day                            | Chanteur britannique, chanteur du groupe de heavy metal Iron Maiden.                                     | 69  | (en)             |
| 29 juillet        | Meghnad Desai                       | Homme politique, économiste britannique.                                                                 | 85  | (en)             |
| 29 juillet        | Gerard Endenburg                    | Entrepreneur néerlandais.                                                                                | 92  | (nl)             |
| 29 juillet        | Jean-Pierre Egger                   | Athlète spécialiste du lancer de poids puis entraîneur suisse.                                           | 81  |                  |
| 29 juillet        | Pierre Foglia                       | Journaliste canadien.                                                                                    | 84  |                  |
| 29 juillet        | Lutz Niethammer                     | Historien allemand.                                                                                      | 85  | (en)             |
| 28 juillet        | Michel Callon                       | Sociologue et ingénieur français.                                                                        | 80  |                  |
| 28 juillet        | Laura Dahlmeier                     | Biathlète allemande, triple médaillée aux Jeux olympiques d'hiver de 2018.                               | 31  |                  |
| 28 juillet        | Raffaele Fiore                      | Ex-brigadiste italien.                                                                                   | 71  | (it)             |
| 28 juillet        | Salvatore Gionta                    | Joueur de water-polo italien, champion et médaillé de bronze olympique (1952, 1960).                     | 94  | (it)             |
| 28 juillet        | Abdelmadjid Kaouah                  | Écrivain et poète algérien.                                                                              | 74  |                  |
| 28 juillet        | Ryne Sandberg                       | Joueur américain de baseball.                                                                            | 65  | (en)             |
| 28 juillet        | I. William Zartman                  | Politologue et professeur d’université américain.                                                        | 93  | (en)             |
| 27 juillet        | Emmanuel Binet                      | Bassiste et contrebassiste français.                                                                     | 69  |                  |
| 27 juillet        | Cécile Dionne                       | Première sœur quintuplée canadienne connue.                                                              | 91  |                  |
| 27 juillet        | Horst Mahler                        | Avocat allemand.                                                                                         | 89  | (de)             |
| 27 juillet        | Jerzy Sztwiertnia                   | Réalisateur et scénariste polonais.                                                                      | 78  | (pl)             |
| 26 juillet        | Jacques Beaudoin                    | Policier canadien.                                                                                       | 90  |                  |
| 26 juillet        | Evelio Droz                         | Joueur de basket-ball portoricain.                                                                       | 88  | (es)             |
| 26 juillet        | Ray French                          | Joueur de rugby anglais.                                                                                 | 85  | (en)             |
| 26 juillet        | Jiří Krampol                        | Acteur, scénariste et animateur de télévision tchèque.                                                   | 87  | (cs)             |
| 26 juillet        | Pascal Krug                         | Chanteur suisse.                                                                                         | 73  |                  |
| 26 juillet        | Tom Lehrer                          | Auteur-compositeur-interprète et mathématicien américain.                                                | 97  |                  |
| 26 juillet        | Jock McDonald                       | Chanteur britannique.                                                                                    | 69  | (en)             |
| 26 juillet        | Élisabeth Quintenelle               | Résistante française.                                                                                    | 103 |                  |
| 26 juillet        | Ziad Rahbani                        | Compositeur, metteur en scène et acteur libanais.                                                        | 69  |                  |
| 26 juillet        | Jean-Marie Sylla                    | Footballeur guinéen.                                                                                     | 42  | (el)             |
| 25 juillet        | Prem Chand                          | Haut fonctionnaire fidjien.                                                                              | ?   | (en)             |
| 25 juillet        | Doris Gercke                        | Romancière allemande.                                                                                    | 88  | (de)             |
| 25 juillet        | Gudrun Kalmbach                     | mathématicienne et professeur allemande.                                                                 | 88  | (de)             |
| 25 juillet        | Georges Lemoine                     | Homme politique français.                                                                                | 91  |                  |
| 25 juillet        | Herbert Pankau                      | Footballeur international est-allemand, médaillé de bronze aux Jeux olympiques d'été de 1964.            | 83  | (de)             |
| 25 juillet        | Dwight Muhammad Qawi                | Boxeur américain.                                                                                        | 72  | (en)             |
| 24 juillet        | Octavi Alberola                     | Militant anarcho-syndicaliste, antifranquiste espagnol, membre de la Confédération nationale du travail. | 97  | (es)             |
| 24 juillet        | Peter Betthausen                    | Historien de l'art allemand.                                                                             | 84  | (de)             |
| 24 juillet        | Josef Černý                         | Joueur de hockey sur glace tchécoslovaque.                                                               | 85  |                  |
| 24 juillet        | Julio César Cortés                  | Footballeur international puis entraîneur uruguayen.                                                     | 84  | (es)             |
| 24 juillet        | Sulochana Gadgil                    | Climatologue et météorologue indienne.                                                                   | 81  | (en)             |
| 24 juillet        | Jean-Paul Guimond                   | Chanteur et agriculteur canadien.                                                                        | 92  |                  |
| 24 juillet        | Hulk Hogan                          | Catcheur et acteur américain.                                                                            | 71  |                  |
| 24 juillet        | Cleo Laine                          | Chanteuse de jazz et actrice britannique.                                                                | 97  | (en)             |
| 24 juillet        | Mark Lennox-Boyd                    | Homme politique britannique.                                                                             | 82  | (en)             |
| 24 juillet        | Jacques Neirynck                    | Homme politique belge.                                                                                   | 93  |                  |
| 24 juillet        | Don Zimmerman                       | Monteur américain.                                                                                       | 81  | (en)             |
| 23 juillet        | Gabriel Bénichou                    | Médecin et rescapé de la Shoah franco-allemand.                                                          | 98  |                  |
| 23 juillet        | Michelle Duff                       | Pilote de Grand Prix de moto.                                                                            | 85  | (en)             |
| 23 juillet        | Éric Freymond                       | Homme d'affaires suisse.                                                                                 | 67  |                  |
| 23 juillet        | Jean Kerléo                         | Parfumeur français.                                                                                      | 93  |                  |
| 23 juillet        | Maeve Kyle                          | Athlète et joueuse de hockey sur gazon internationale irlandaise.                                        | 96  | (en)             |
| 23 juillet        | Jean Lacombe                        | Homme politique français.                                                                                | 82  |                  |
| 23 juillet        | Arnold Palacios                     | Homme politique américain.                                                                               | 69  | (en)             |
| 23 juillet        | Ahmad Tavakkoli                     | Homme politique iranien.                                                                                 | 74  | (en)             |
| 23 juillet        | Antonio Trevín                      | Homme politique espagnol.                                                                                | 69  | (es)             |
| 22 juillet        | Piero Fiorelli                      | Linguiste et historien du droit italien.                                                                 | 102 | (it)             |
| 22 juillet        | Guy Green                           | Juriste, magistrat australien.                                                                           | 87  | (en)             |
| 22 juillet        | Joey Jones                          | Footballeur international gallois.                                                                       | 70  | (en)             |
| 22 juillet        | George Kooymans                     | Guitariste, chanteur, compositeur et producteur néerlandais.                                             | 77  | (nl)             |
| 22 juillet        | Chuck Mangione                      | Bugliste de jazz américain.                                                                              | 84  | (en)             |
| 22 juillet        | Ozzy Osbourne                       | Chanteur britannique.                                                                                    | 76  |                  |
| 22 juillet        | Irina Podnosova                     | Juriste russe.                                                                                           | 71  | (ru)             |
| 21 juillet        | Velikkakathu Sankaran Achuthanandan | Homme politique indien.                                                                                  | 101 | (en)             |
| 21 juillet        | Jean Boyer                          | Homme politique français.                                                                                | 88  |                  |
| 21 juillet        | Gilles Dowek                        | Informaticien et logicien français.                                                                      | 58  |                  |
| 21 juillet        | Crescencio Gutiérrez                | Footballeur international mexicain.                                                                      | 91  | (es)             |
| 21 juillet        | Des van Jaarsveldt                  | Joueur de rugby sud-africain.                                                                            | 96  | (en)             |
| 21 juillet        | David Rendall                       | Ténor britannique.                                                                                       | 76  |                  |
| 21 juillet        | John Stevens                        | Prêtre bouddhiste, professeur d'études bouddhistes et professeur d'aïkido américain.                     |     | (en)             |
| 20 juillet        | Chandra Barot                       | Réalisateur indien.                                                                                      | 86  | (en)             |
| 20 juillet        | Rodney James Baxter                 | Physicien théoricien australien.                                                                         | 85  | (en)             |
| 20 juillet        | Preta Gil                           | Chanteuse, actrice, présentatrice et femme d'affaires brésilienne.                                       | 50  | (pt)             |
| 20 juillet        | Owen Gray                           | Chanteur jamaïcain.                                                                                      | 86  | (en)             |
| 20 juillet        | Kirsten Lockenwitz                  | Peintre et sculptrice danoise.                                                                           | 93  | (da)             |
| 20 juillet        | José Maria Marin                    | Footballeur brésilien.                                                                                   | 93  | (pt)             |
| 20 juillet        | Malcolm-Jamal Warner                | Acteur, producteur et réalisateur américain.                                                             | 54  |                  |
| 19 juillet        | Ingvar Ambjørnsen                   | Écrivain norvégien.                                                                                      | 69  | (no)             |
| 19 juillet        | Alain Anziani                       | Homme politique français.                                                                                | 74  |                  |
| 19 juillet        | Giora Epstein                       | Général de brigade israélien.                                                                            | 87  | (en)             |
| 19 juillet        | Joanna Macy                         | Écrivaine américaine.                                                                                    | 96  | (en)             |
| 19 juillet        | Altan Öymen                         | Journaliste et homme politique turc.                                                                     | 93  | (en)             |
| 19 juillet        | Jérôme Peignot                      | Poète, écrivain et essayiste français.                                                                   | 99  |                  |
| 19 juillet        | Béatrice Uria-Monzon                | Artiste lyrique française.                                                                               | 61  |                  |
| 18 juillet        | David Alliance                      | Homme d'affaires irano-britannique.                                                                      | 93  | (en)             |
| 18 juillet        | Percy Barnevik                      | Chef d'entreprise suédois.                                                                               | 84  | (sv)             |
| 18 juillet        | Margaret Boden                      | Chercheuse en intelligence artificielle britannique.                                                     | 88  | (en)             |
| 18 juillet        | Sergio Campana                      | Footballeur professionnel puis avocat italien.                                                           | 90  | (it)             |
| 18 juillet        | Hal Galper                          | Pianiste américain.                                                                                      | 87  | (en)             |
| 18 juillet        | José María Guelbenzu                | Écrivain espagnol.                                                                                       | 81  | (en)             |
| 18 juillet        | Jimmy Hunt                          | Acteur américain.                                                                                        | 85  | (en)             |
| 18 juillet        | Svatopluk Kvaizar                   | Pilote automobile tchèque.                                                                               | 77  | (cs)             |
| 18 juillet        | Roger Norrington                    | Chef d'orchestre britannique.                                                                            | 91  | (en)             |
| 18 juillet        | Hitomi Obara                        | Lutteuse libre japonaise, championne aux Jeux olympiques d'été de 2012.                                  | 44  | (ja)             |
| 18 juillet        | Patrick Sawyerr                     | Joueur puis entraîneur français de hockey sur glace.                                                     | 77  |                  |
| 18 juillet        | Harry Standjofski                   | Acteur canadien.                                                                                         | 66  |                  |
| 18 juillet        | Michel Van Roye                     | Homme politique belge.                                                                                   | 73  |                  |
| 18 juillet        | André Vingt-Trois                   | Archevêque émérite français de Paris.                                                                    | 82  |                  |
| 18 juillet        | Graylin Warner                      | Basketteur américain.                                                                                    | 62  |                  |
| 18 juillet        | Kenneth Washington                  | Acteur américain.                                                                                        | 89  | (en)             |
| 18 juillet        | Rex White                           | Pilote de courses de NASCAR américain.                                                                   | 94  | (en)             |
| 18 juillet        | Roberto Zywica                      | Footballeur argentin.                                                                                    | 78  |                  |
| 17 juillet        | Phoebe Asiyo                        | Femme politique, activiste et féministe kényane.                                                         | 92  |                  |
| 17 juillet        | Felix Baumgartner                   | Parachutiste et sauteur extrême autrichien.                                                              | 56  |                  |
| 17 juillet        | Alan Bergman                        | Parolier et compositeur américain.                                                                       | 99  | (en)             |
| 17 juillet        | Jean Tartier                        | Pasteur français.                                                                                        | 83  |                  |
| 17 juillet        | Udo Voigt                           | Homme politique allemand.                                                                                | 73  | (de)             |
| 16 juillet        | Bill Clay                           | Homme politique américain.                                                                               | 94  | (en)             |
| 16 juillet        | Patrick Experton                    | Aviateur français.                                                                                       | 83  |                  |
| 16 juillet        | Ahmed Faras                         | Footballeur international marocain.                                                                      | 78  |                  |
| 16 juillet        | Connie Francis                      | Chanteuse américaine.                                                                                    | 87  | (en)             |
| 16 juillet        | Dionisio García Carnero             | Homme politique espagnol.                                                                                | 70  | (es)             |
| 16 juillet        | Iouri Kara                          | Réalisateur, scénariste et producteur de cinéma russe.                                                   | 70  | (ru)             |
| 16 juillet        | Gary Karr                           | Contrebassiste et professeur de musique américain.                                                       | 83  | (en)             |
| 16 juillet        | Loïk Le Floch-Prigent               | Ingénieur et dirigeant d'entreprises français.                                                           | 81  |                  |
| 16 juillet        | Javier Moscoso                      | Homme politique espagnol.                                                                                | 90  | (es)             |
| 16 juillet        | Claus Peymann                       | Metteur en scène et réalisateur allemand.                                                                | 88  | (de)             |
| 16 juillet        | Martial Sinda                       | Poète et universitaire congolais.                                                                        | 90  |                  |
| 16 juillet        | Claude Teisseire                    | Joueur de rugby à XIII international français.                                                           | 94  |                  |
| 16 juillet        | Wayne Thomas                        | Joueur canadien de hockey sur glace.                                                                     | 77  | (en)             |
| 15 juillet        | Ingrid Figur                        | Soprano allemande.                                                                                       | 88  | (de)             |
| 15 juillet        | Audun Grønvold                      | Skieur alpin norvégien, médaillé de bronze aux Jeux olympiques d'hiver de 2010.                          | 49  |                  |
| 15 juillet        | Claude Roire                        | Journaliste français.                                                                                    | 86  |                  |
| 15 juillet        | Raymond Stieber                     | Footballeur français.                                                                                    | 89  |                  |
| 15 juillet        | Wilfried Stroh                      | Philologue classique et latiniste allemand.                                                              | 85  | (de)             |
| 14 juillet        | Thierry Ardisson                    | Animateur et producteur français de télévision.                                                          | 76  |                  |
| 14 juillet        | Jean-Pierre Azéma                   | Historien français.                                                                                      | 87  |                  |
| 14 juillet        | Andrea Gibson                       | Poète et militant américain.                                                                             | 49  | (en)             |
| 14 juillet        | John F. MacArthur                   | Théologien américain.                                                                                    | 86  | (en)             |
| 14 juillet        | Aleksandr Mitta                     | Réalisateur, scénariste et acteur russe.                                                                 | 92  | (ru)             |
| 14 juillet        | Iouri Moroz                         | Acteur, réalisateur, scénariste et producteur de cinéma et de télévision russe.                          | 68  | (ru)             |
| 14 juillet        | Gami Astoingué Richard              | Réalisateur tchadien.                                                                                    | 34  |                  |
| 14 juillet        | Fauja Singh                         | Athlète britannique.                                                                                     | 114 | (en)             |
| 13 juillet        | David Adickes                       | Sculpteur américain.                                                                                     | 98  | (en)             |
| 13 juillet        | Alberto Bottari de Castello         | Prélat catholique italien, nonce apostolique émérite.                                                    | 83  | (it)             |
| 13 juillet        | Muhammadu Buhari                    | Militaire et homme d'État nigérian.                                                                      | 82  |                  |
| 13 juillet        | Dave Cousins                        | Guitariste, auteur-compositeur-interprète et musicien britannique.                                       | 80  | (en)             |
| 13 juillet        | Yves Galland                        | Homme politique et homme d'affaires français.                                                            | 84  |                  |
| 13 juillet        | Jacky Le Menn                       | Homme politique français.                                                                                | 84  |                  |
| 13 juillet        | Ilkka Mesikämmen                    | Joueur professionnel finlandais de hockey sur glace.                                                     | 82  | (fi)             |
| 13 juillet        | Mark Schreiber                      | Homme politique britannique.                                                                             | 93  | (en)             |
| 12 juillet        | Rudolf van den Berg                 | Réalisateur, producteur, scénariste et écrivain néerlandais.                                             | 76  | (nl)             |
| 12 juillet        | Allan Ray Guy                       | Enseignant et homme politique canadien.                                                                  | 99  | (en)             |
| 12 juillet        | Martin Cruz Smith                   | Romancier et scénariste américain.                                                                       | 82  | (en)             |
| 11 juillet        | Goffredo Fofi                       | Journaliste et écrivain italien.                                                                         | 88  | (it)             |
| 11 juillet        | Raymond Guiot                       | Flûtiste, pianiste et compositeur français.                                                              | 94  | (en)             |
| 11 juillet        | David Kaff                          | Musicien et acteur australien.                                                                           | 79  | (en)             |
| 11 juillet        | William J. Rutter                   | Biochimiste américain.                                                                                   | 97  | (en)             |
| 10 juillet        | Francesco Bellini                   | Chercheur, administrateur et homme d'affaires québécois.                                                 | 77  | (it)             |
| 10 juillet        | Gérard Chasseguet                   | Homme politique français.                                                                                | 95  |                  |
| 10 juillet        | Nicolas Dumont                      | Coureur cycliste français.                                                                               | 52  |                  |
| 10 juillet        | David Gergen                        | Avocat et analyste politique américain.                                                                  | 83  | (en)             |
| 10 juillet        | Bun Hay Mean                        | Humoriste et comédien français.                                                                          | 43  |                  |
| 10 juillet        | Phil Mulloy                         | Réalisateur de films d'animation britannique.                                                            | 76  |                  |
| 9 juillet         | Ian Blair                           | Directeur de la Police métropolitaine de Londres.                                                        | 72  | (en)             |
| 9 juillet         | Maurice Choriol                     | Prêtre catholique français.                                                                              | 65  |                  |
| 9 juillet         | Joe Coleman                         | Joueur de baseball américain.                                                                            | 78  | (en)             |
| 9 juillet         | Fanny Howe                          | Poète, romancière et nouvelliste américaine.                                                             | 84  | (en)             |
| 9 juillet         | Masako Izumi                        | Actrice et chanteuse japonaise.                                                                          | 77  | (en)             |
| 9 juillet         | Frank Layden                        | Joueur et entraîneur de basket-ball américain.                                                           | 93  | (en)             |
| 9 juillet         | Rabi al-Madkhali                    | Professeur d'université saoudien.                                                                        | 92  | (en)             |
| 9 juillet         | Masatoshi Naitō                     | Photographe japonais.                                                                                    | 87  | (ja)             |
| 9 juillet         | Ryan Reid                           | Joueur de basket-ball américain.                                                                         | 38  | (en)             |
| 9 juillet         | Steven P. Rose                      | Professeur de biologie et neurobiologie britannique.                                                     | 87  | (en)             |
| 9 juillet         | Anthony Russell                     | Prélat de l'Église d'Angleterre.                                                                         | 82  | (en)             |
| 8 juillet         | Frans Brouw                         | Pianiste et professeur de musique canadien.                                                              | 96  | (en)             |
| 8 juillet         | Paul Collowald                      | Haut-fonctionnaire français.                                                                             | 102 |                  |
| 8 juillet         | Edward D. DiPrete                   | Homme politique américain.                                                                               | 91  | (en)             |
| 8 juillet         | Christian Dorche                    | Pilote de rallye français.                                                                               | 78  |                  |
| 8 juillet         | Philippe Mellier                    | Chef d'entreprise français.                                                                              | 69  |                  |
| 7 juillet         | Dieter Kuprella                     | Joueur et entraîneur de basket-ball allemand.                                                            | 79  | (de)             |
| 7 juillet         | Miguel Ángel López                  | Footballeur et entraineur argentin.                                                                      | 83  | (es)             |
| 7 juillet         | Olivier Marleix                     | Homme politique français.                                                                                | 54  |                  |
| 7 juillet         | Heinrich Matthaei                   | Biochimiste allemand.                                                                                    | 96  | (de)             |
| 7 juillet         | Aprem Mooken                        | Primat de l'Église syrienne chaldéenne indien.                                                           | 85  | (en)             |
| 7 juillet         | Gábor A. Somorjai                   | Chimiste américain.                                                                                      | 90  | (en)             |
| 7 juillet         | Roman Starovoït                     | Homme politique russe.                                                                                   | 53  | (en)             |
| 7 juillet         | Norman Tebbit                       | Homme politique britannique.                                                                             | 94  | (en)             |
| 7 juillet         | Bradman Weerakoon                   | Fonctionnaire sri-lankais.                                                                               | 94  | (en)             |
| 6 juillet         | Floréal Bonet                       | Joueur de rugby à XIII français.                                                                         | 79  |                  |
| 6 juillet         | Andrea Bruno                        | Architecte italien.                                                                                      | 94  | (it)             |
| 6 juillet         | Helena Tattermuschová               | Soprano lyrique colorature tchécoslovaque puis tchèque.                                                  | 92  | (en)             |
| 6 juillet         | Louis Yinda                         | Chef d'entreprise camerounais.                                                                           | 85  |                  |
| 5 juillet         | Mauro Del Vecchio                   | Général et homme politique italien.                                                                      | 79  | (it)             |
| 5 juillet         | Robert Stouthuysen                  | Homme d'affaires belge.                                                                                  | 96  | (nl)             |
| 5 juillet         | Jean-Pierre Thorn                   | Réalisateur français.                                                                                    | 78  |                  |
| 5 juillet         | Christean Wagner                    | Homme politique allemand.                                                                                | 82  | (de)             |
| 4 juillet         | José Antonio García Belaúnde        | Avocat, diplomate et homme politique péruvien.                                                           | 77  | (es)             |
| 4 juillet         | Richard Greenberg                   | Dramaturge américain.                                                                                    | 67  | (en)             |
| 4 juillet         | Rob Houwer                          | Producteur, scénariste et réalisateur néerlandais.                                                       | 87  | (nl)             |
| 4 juillet         | Bobby Jenks                         | Joueur de baseball américain.                                                                            | 44  | (en)             |
| 4 juillet         | Young Noble                         | Rappeur américain.                                                                                       | 47  | (en)             |
| 4 juillet         | Rafael Peralta                      | Rejoneador espagnol.                                                                                     | 92  | (es)             |
| 4 juillet         | Lidia Semenova                      | Joueuse d'échecs soviétique puis ukrainienne.                                                            | 73  | (uk)             |
| 4 juillet         | Mark Snow                           | Compositeur américain.                                                                                   | 78  | (en)             |
| 3 juillet         | Alain Douville                      | Footballeur français.                                                                                    | 75  |                  |
| 3 juillet         | Zelig Eshhar                        | Immunologiste israélien.                                                                                 | 84  | (en)             |
| 3 juillet         | Diogo Jota                          | Footballeur international portugais.                                                                     | 28  | (pt)             |
| 3 juillet         | Klára Kolouchová                    | Alpiniste tchèque.                                                                                       | 46  | (en)             |
| 3 juillet         | Anita Kupsch                        | Actrice allemande.                                                                                       | 85  | (de)             |
| 3 juillet         | David Mabuza                        | Homme politique sud-africain.                                                                            | 64  | (en)             |
| 3 juillet         | Michael Madsen                      | Acteur américain.                                                                                        | 67  |                  |
| 3 juillet         | Jacques Marinelli                   | Coureur cycliste français.                                                                               | 99  |                  |
| 3 juillet         | Peter Rufai                         | Footballeur international nigérian.                                                                      | 61  |                  |
| 2 juillet         | Jean-François Borel                 | Microbiologiste et immunologiste belge.                                                                  | 91  | (en)             |
| 2 juillet         | Charles Chadwick                    | Écrivain britannique.                                                                                    | 92  | (en)             |
| 2 juillet         | Roger Dupuy                         | Historien français.                                                                                      | 91  |                  |
| 2 juillet         | Mikhaïl Evgueniévitch Goudkov       | Major général russe.                                                                                     | 42  | (ru)             |
| 2 juillet         | Gerald Harper                       | Acteur britannique.                                                                                      | 96  | (en)             |
| 2 juillet         | Laurent Kupferman                   | Écrivain et essayiste français.                                                                          | 59  |                  |
| 2 juillet         | Julian McMahon                      | Acteur et ancien mannequin australien.                                                                   | 56  | (en)             |
| 2 juillet         | Peter Shapiro                       | Critique musical britannique.                                                                            | 55  | (en)             |
| 2 juillet         | Franck Verzy                        | Athlète de sauts en hauteur français.                                                                    | 64  |                  |
| 1er juillet       | Joxe Azurmendi                      | Écrivain philosophe, essayiste et poète espagnol.                                                        | 84  | (es)             |
| 1er juillet       | Brian Clarke                        | Peintre, artiste architectural, designer et graveur britannique.                                         | 71  | (en)             |
| 1er juillet       | Florence Delay                      | Écrivaine française, membre de l'Académie française.                                                     | 84  |                  |
| 1er juillet       | Alex Delvecchio                     | Joueur canadien de hockey sur glace.                                                                     | 93  |                  |
| 1er juillet       | Michel Evdokimov                    | Théologien et archiprêtre orthodoxe français.                                                            | 94  |                  |
| 1er juillet       | Rinus Israël                        | Footballeur international puis entraîneur néerlandais.                                                   | 83  | (nl)             |
| 1er juillet       | David Lipsey                        | Journaliste et homme politique britannique.                                                              | 77  | (en)             |
| 1er juillet       | Michael Loewe                       | Boxeur et pilote automobile de rallyes roumain.                                                          | 56  | (ro)             |
| 1er juillet       | Jimmy Swaggart                      | Pasteur et prédicateur télévangéliste américain.                                                         | 90  |                  |
| date indéterminée | Jean-Pol Dubois                     | Acteur français                                                                                          | ?   |                  |
| date indéterminée | Willie Irvine                       | Footballeur international nord-irlandais.                                                                | 82  | (en)             |
| date indéterminée | John Palmer                         | Claviériste, flûtiste et batteur de rock britannique.                                                    | 82  | (en)             |